# Josep Subirats i Piñana
Josep Subirats i Piñana (Tortosa, 28 d'abril de 1920 - Barcelona, 6 d'octubre de 2017) fou un polític, periodista, intendent mercantil i censor jurat de comptes català. Fou membre de la Comissió dels Vint que redactà l'avantprojecte d'Estatut d'Autonomia de Catalunya de 1979.

## La Segona República i Guerra Civil
L'any 1934 entrà com a redactor en el diari republicà El Pueblo, de Tortosa, fundat per Marcel·lí Domingo, del qual va arribar a ser director el 1937. Secretari de l'Associació de Premsa de Tortosa, serà nomenat el 1938 delegat de propaganda de la Generalitat a la cinquena vegueria. Mobilitzat per l'exèrcit republicà fou capturat el 1939 per tropes mores al front de Vilalleons i portat inicialment a Vic. Fou empresonat i condemnat per un consell de guerra sumaríssim a cadena perpètua (pena commutada l'octubre de 1944). Passà set anys a la presó de Pilats de Tarragona i en diferents batallons de penats.

## Trajectòria durant el franquisme
Un cop alliberat l'estiu de 1945 es traslladà a Barcelona i reprengué la lluita antifranquista formant part del consell de redacció de "La Humanitat" passà a dirigir el periòdic clandestí Ara (1946-1947) òrgan de les joventuts d'Esquerra Republicana de Catalunya. Estudia intendent mercantil i censor jurat de comptes. Dirigí el Centre d'Estudis Politècnic (1955-75) mentre es doctorava en Ciències Econòmiques. A mitjans dels anys quaranta ingressà a Esquerra Republicana de Catalunya i serà membre del Consell Executiu l'any 1976, però, abandonarà el partit per disconformitat amb la política d'aliances durant la Transició.

## L'etapa democràtica
Proposat pels socialistes s'integrà en la candidatura al Senat de l'Entesa dels Catalans com independent per la circumscripció de Tarragona. A les eleccions generals espanyoles de 1977 fou escollit senador. Entrarà en el PSC (congrés) i després del procés d'unificació socialista al Partit dels Socialistes de Catalunya (1978.) El 1978 membre de la Comissió dels Vint que redactà al parador de Sau, les Masies de Roda el projecte d'Estatut d'Autonomia de Catalunya i de la Comissió dels Vint-i-u que participà en la redacció definitiva de l'Estatut.
Fou reelegit a les eleccions generals espanyoles de 1979 com a senador pel PSC-PSOEen la coalició la Nova Entesa abonada pel PSC i ERC. Entre altres càrrecs polítics fou vicepresident de la comissió de pressuposts del Senat. El 1981 el seu grup es va oposar al projecte de llei que faria possible el "minitransvasament de l'Ebre" aprovat al Senat el 13 de maig gràcies a la majoria absoluta de la UCD.
L'any 1982 fou elegit conseller del Tribunal de Comptes d'Espanya, i del 1986 a l'any 1994 esdevingué magistrat del Tribunal de Comptes Europeu, del qual fou degà. Fou també president del Consell de les Terres de l'Ebre del PSC. És professor jubilat de Política Fiscal de l'Empresa de la Universitat Autònoma de Barcelona.
El 2002 l'Ajuntament de Tortosa el va distingir amb el títol de "Fill predilecte" celebrant-se un acte solemne d'entrega a l'antiga església de Sant Domènec (conjunt dels Reials Col·legis de Tortosa) el 19 d'octubre del mateix any. El 23 de febrer de 2004 fou investit doctor honoris causa per la Universitat Rovira i Virgili (àrea de coneixement: Economia i Política). Va rebre també la Medalla del Mèrit Constitucional, i la Gran Creu del Mèrit del Gran Ducat de Luxemburg.
L'any 2005 li va ser atorgada la Creu de Sant Jordi en un acte celebrat a Barcelona.

## Obres
- Actitudes de los empresarios ante la evolución del sistema tributario (1957-1975). La era de la evaluación global (1990)
- Any i mig de senador (1979)
- Amb l'Entesa al Senat (1982)
- La transició des del Senat (1991)
- Pilatos 1939-1941. Prisión de Tarragona. Edit. Pablo Iglesias; reimpressió juliol 1999 (1a edició abril de 1993). ISBN 84-85691-71-7.
- Marcel·lí Domingo, per ell mateix (1995)
- Tortosa, front de guerra. Columna-Tresmall, 1996. ISBN 84-8300-184-5
- La Unió Europea pas a pas (1998)
- Entre Vivències. Viena, 2003. ISBN 84-8330-201-2.
- Quatre alcaldes republicans de Tortosa (2005)
- Les Oblates, 1939-1941. Presó de dones de Tarragona (2007)